# Polyptiek (document)
Een polyptiek was tijdens de middeleeuwen een document dat het grondbezit van een lid van de adel of van de geestelijkheid vermeldt. 
Een groot aantal vermeldt ook de namen van de landbouwers die de gronden bewerkten, zodat ze voor historici een basis vormen om onderzoek te doen naar hun genealogie. Men vindt er ook gegevens in terug over het vervoer en leveren van goederen zoals bier, kippen, eieren, brood en varkens. Dit document kwam tot ontwikkeling tijdens de regeerperiode van de Karolingen. Een voorbeeld van een polyptiek is de Prüm Urbar.